# Cordilheira de Nahuelbuta
A cordilheira de Nahuelbuta (mapudungun: nawelfütra, "Grande Jaguar") é um trecho da cordilheira da Costa, no Chile, que se estende entre os rios Biobío e Imperial, servindo como fronteira natural entre as regiões do Biobío e da Araucanía.
Historicamente, a Cordilheira de Nahuelbuta e seus vales circundantes foram os focos da Guerra de Arauco. Os projetos espanhóis para esta região eram explorar os depósitos plácer de ouro em torno da cordilheira usando mão de obra não livre dos vales densamente povoados pelos mapuche. Para tanto, os espanhóis estabeleceram uma série de povoações e fortes na cordilheira. Atualmente, a região é pouco povoada, com 48 habitantes por quilômetro quadrado.

## Geografia
A cordilheira de Nahuelbuta contém as elevações mais altas da cordilheira da Costa ao sul da Região do Biobío. Sua elevação causa o desvio dos rios que nascem nos Andes, como é o caso do rio Malleco. O núcleo da cadeia de montanhas é formado por granito criado durante o carbonífero. Sobre seu núcleo de granito, a cordilheira apresenta rochas metamórficas das chamadas Séries Orientais. Ao sul do lago Lanalhue, onde se localiza uma falha homômina, as montanhas são constituídas por rochas metamórficas das Séries Ocidentais e partes de ofiolitas.
O clima mediterrâneo prevalece na área. A temperatura média anual na região é de 10 °C. O mês mais quente é janeiro, com temperatura média de 17 °C, e o mais frio, agosto, com 4 °C. A precipitação média anual é de 1.171 milímetros. O mês mais chuvoso é junho, com uma média de 282 mm de precipitação, e o mais seco é janeiro, com 17 mm de precipitação.
| Gráfico climático para Cordilheira de Nahuelbuta | Gráfico climático para Cordilheira de Nahuelbuta | Gráfico climático para Cordilheira de Nahuelbuta | Gráfico climático para Cordilheira de Nahuelbuta | Gráfico climático para Cordilheira de Nahuelbuta | Gráfico climático para Cordilheira de Nahuelbuta | Gráfico climático para Cordilheira de Nahuelbuta | Gráfico climático para Cordilheira de Nahuelbuta | Gráfico climático para Cordilheira de Nahuelbuta | Gráfico climático para Cordilheira de Nahuelbuta | Gráfico climático para Cordilheira de Nahuelbuta | Gráfico climático para Cordilheira de Nahuelbuta |
| ------------------------------------------------ | ------------------------------------------------ | ------------------------------------------------ | ------------------------------------------------ | ------------------------------------------------ | ------------------------------------------------ | ------------------------------------------------ | ------------------------------------------------ | ------------------------------------------------ | ------------------------------------------------ | ------------------------------------------------ | ------------------------------------------------ |
| J                                                | F                                                | M                                                | A                                                | M                                                | J                                                | J                                                | A                                                | S                                                | O                                                | N                                                | D                                                |
| 17 22 12                                         | 50 21 12                                         | 37 18 9                                          | 53 13 6                                          | 206 9 4                                          | 282 6 2                                          | 144 7 0                                          | 146 6 1                                          | 93 9 1                                           | 47 15 5                                          | 40 17 7                                          | 56 20 9                                          |
| Temperaturas em °C • Precipitações em mm         |                                                  |                                                  |                                                  |                                                  |                                                  |                                                  |                                                  |                                                  |                                                  |                                                  |                                                  |

## Fauna e flora

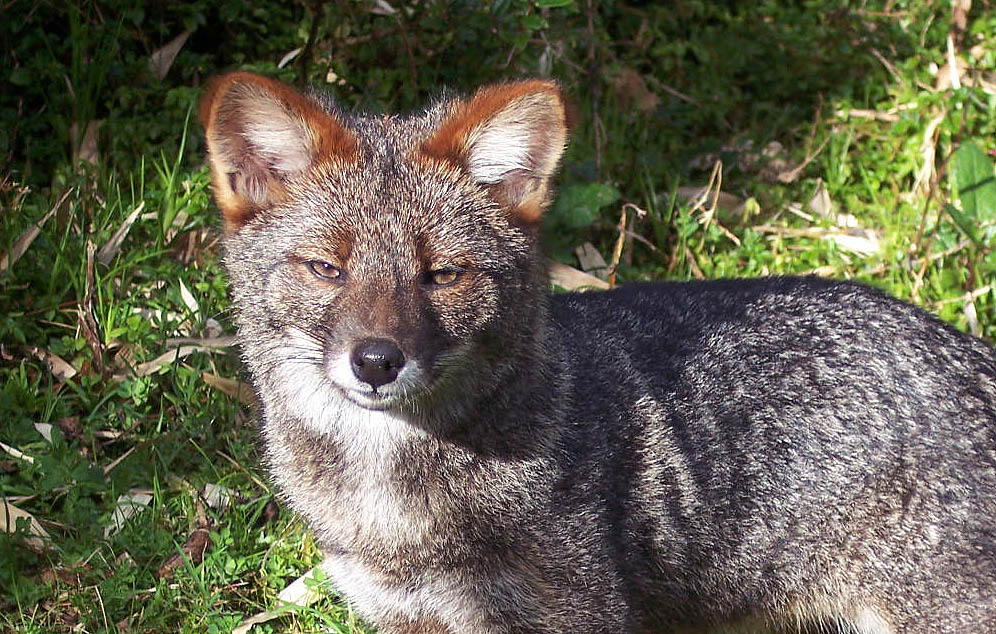
Raposa de Darwin, presente no Parque Nacional Nahuelbuta

Nos arredores da Cordilheira de Nahuelbuta, cresce principalmente a floresta caducifólia perene.
Nas partes mais altas da cordilheira encontra-se o Parque Nacional Nahuelbuta onde predominam bosques de araucaria, os únicos que existem fora dos Andes no Chile. Também nestas montanhas existe uma população de aproximadamente 50 raposas de Darwin, separada por cerca de 600 km da população mais numerosa da Ilha Grande de Chiloé.